# Nexen Building (Calgary)
Das Nexen Building ist ein hohes Bürogebäude in Calgary, Alberta, Kanada. Das Gebäude befindet sich auf der 801 7th Avenue SW. Es verfügt über 37 Etagen und erreicht eine Höhe von 152 Metern. Das Gebäude befindet sich in Besitz von dem kanadischen Energieunternehmen Nexen und dient dem Unternehmen als Hauptsitz. Das Gebäude wurde von den CPV Group Architects and Engineers Ltd. entworfen und von CANA Construction Company Ltd. gebaut. Das Gebäude wurde 1982 fertiggestellt. Das Hochhaus wurde nach einem ursprünglich von Joseph Colaco teilweise entworfenen Stahlskelettbau-System gebaut.
Das Gebäude ist an das Plus 15-Skywalk-Netzwerk der Stadt angeschlossen.